# Waâda de Sidi M'hamed Benaouda
Vous pouvez aider à l'améliorer ou bien discuter des problèmes sur sa page de discussion.
- Il n’est pas rédigé dans un style encyclopédique. (Marqué depuis novembre 2024)

La Waâda de Sidi M'hamed Benaouda (en arabe : وعدة سيدي امحمد بن عودة) est l'une des plus grandes manifestations et célébrations religieuses, sociales et culturelles d'Algérie. Elle a lieu chaque année à l'automne en l'honneur du patron de la tribu Flittas, Sidi M'Hamed Benaouda, dans la commune qui porte son nom, dans la wilaya de Relizane,.

## Histoire
Après la mort de Sidi M'Hamed Benaouda, les habitants de la tribu Flittas ont décidé de perpétuer la coutume d'ériger deux tentes, l'une pour les étudiants en savoir et l'autre pour les passants, en mémoire de leur cheikh, en lisant le Coran, en nourrissant les invités et en présentant des spectacles de fantasia. 
C'était dans le passé, la waâda était annoncée par un groupe d'individus accompagnés d'un lion et ils se rendaient dans toutes les régions de l'Algérie, mais les autorités coloniales françaises ont interdit l'élevage des lions, et ainsi la méthode d'annonce a été modifiée, et maintenant, après tenant une conférence des représentants de la tribu à la date indiquée, un groupe d'hommes est envoyé, accompagné d'un groupe folklorique, portant "Ils ont une colonne".Rkiza" Ils parcourent tous les marchés populaires de la région.

## Festivités
La manifestation comprend de nombreuses activités sociales, culturelles et religieuses, et la couture de la tente est l'un des événements les plus importants, car tous les gens, hommes et femmes, participent à la couture, comme expression de l'union des 25 fractions qui composent le tribu. Les jours d'événements majeurs sont les Mardi, mercredi et jeudi.

### Lundi et Mardi
Coudre la tente Tous les habitants de la tribu ou extérieurs, hommes ou femmes, se réunissent pour coudre dans une atmosphère accompagnée par des tons enthousiastes de musique bédouine, et la symbolique de la couture indique l'alliance et la solidarité entre eux.

### Mercredi
Transporter et installer la tente dans la cour : Il s'agit d'un événement marquant, car après avoir fini de coudre la tente, les hommes la portent sur leurs épaules jusqu'à sa propre cour, au milieu des chants des personnes présentes et des Les ululements des femmes, accompagnés par des groupes d'El Matrag.

### Jeudi
L'organisation de « Souk Errbah », qui comprend la formation de cercles pour réciter le Coran au sanctuaire du patron, la collecte de dons et le règlement des litiges.

## Impact économique
En raison du grand nombre de visiteurs qui viennent assister à la waâda, ils dépensent à leur tour dans toutes les expositions. Les commerçants de différents wilayas exposent des vêtements traditionnels, des friandises et des poteries, ce qui constitue une réelle opportunité de profit. La direction du tourisme et de l'artisanat de de la wilaya de Relizane organise également des expositions au profit des artisans pour mettre en valeur leurs produits traditionnels.

## Dans la culture

### Cinéma
- Film documentaire : « Hdjar El Baz »[8].
- Film documentaire : Sidi M'hamed Benaouda[9].